# Andromède III
Andromeda III est une galaxie naine sphéroïdale qui fait partie de notre Groupe local. Elle fut découverte par Sidney van den Bergh en 1972 en même temps que les galaxies Andromeda I, II et IV.
Distante de près de 2,5 millions d’années-lumière du Système solaire, Andromeda III est aussi un satellite de la Galaxie d’Andromède qui est située à 150 000 années-lumière de celle-ci.